# Desperate Romantics
Desperate Romantics ist eine sechsteilige britische Fernsehserie der BBC. Sie spielt zur Zeit des 19. Jahrhunderts im industriellen London und handelt von der Präraffaelitischen Bruderschaft. Die Erstausstrahlung erfolgte vom 21. Juli bis zum 25. August 2009 auf dem Fernsehsender BBC Two.

## Handlung
Fred Walters stellt der Präraffaelitischen Bruderschaft (Dante Gabriel Rossetti, John Everett Millais und William Holman Hunt) das perfekte Model vor. Dieses fand er in der jungen und schönen Lizzie Siddal. Rossetti findet sofort Gefallen an dem bildhübschen Mädchen. Er hofft durch sie ein Kunstwerk zu erschaffen, mit dem er richtig berühmt wird. Doch auch Fred Walters hat sich in Lizzie verliebt. Diese jedoch schwärmt nur für Rossettie und die beiden beginnen eine Liebesbeziehung. Lizzie lernt schnell selber zu malen und wird bald von dem Kunstkritiker John Ruskin mehr beachtet als Rossetti, was diesen eifersüchtig werden lässt. Immer wieder versucht die Bruderschaft die Aufmerksamkeit von Ruskin zu bekommen, um mit dessen Unterstützung noch bekannter zu werden.

## Hintergrund
Die Fernsehserie wurde durch das Buch Desperate Romantics: The Private Lives Of The Pre-Raphaelites von Franny Moyle inspiriert. Diese wirkte auch als Executive Producer an der Fernsehserie mit. Als Drehbuchautor konnte BBC Two den preisgekrönten Peter Bowker gewinnen. Bezüglich der historischen Genauigkeit der Fernsehserie haben sich die Produzenten einigen Freiraum gelassen. So wurde zum Beispiel die Figur des Erzählers Fred Walters neu erfunden. Während die Quoten bei Ausstrahlung der ersten Folge mit 2,61 Millionen Fernsehzuschauern noch relativ gut waren, sank das Interesse von Folge zu Folge immer mehr. Die letzte Folge wollten nur noch 1,76 Millionen Zuschauer sehen.

## Besetzung
| Rolle                  | Schauspieler/in     |
| ---------------------- | ------------------- |
| Dante Gabriel Rossetti | Aidan Turner        |
| William Holman Hunt    | Rafe Spall          |
| John Everett Millais   | Samuel Barnett      |
| Fred Walters           | Sam Crane           |
| Effie Gray             | Zoë Tapper          |
| Lizzie Siddal          | Amy Manson          |
| Annie Miller           | Jennie Jacques      |
| John Ruskin            | Tom Hollander       |
| Frank Stone            | Phil Davis          |
| Charles Dickens        | Mark Heap           |
| Fanny Cornforth        | Rebecca Davies      |
| William Morris         | Dyfrig Morris       |
| Edward Burne-Jones     | Peter Sandys-Clarke |
| Jane Burden            | Natalie Thomas      |
| Rose La Touche         | Poppy Lee Friar     |

## Episoden
| Nr. | Deutscher Titel | Originaltitel | Erstausstrahlung UK | Deutschsprachige Erstausstrahlung (—) | Regie             | Drehbuch                    | Zuschauer (UK) |
| --- | --------------- | ------------- | ------------------- | ------------------------------------- | ----------------- | --------------------------- | -------------- |
| 1   | —               | Episode 1     | 21. Juli 2009       | —                                     | Paul Gay          | Peter Bowker & Franny Moyle | 2,61 Mio.      |
| 2   | —               | Episode 2     | 28. Juli 2009       | —                                     | Paul Gay          | Peter Bowker & Franny Moyle | 2,13 Mio.      |
| 3   | —               | Episode 3     | 4. Aug. 2009        | —                                     | Paul Gay          | Peter Bowker & Franny Moyle | 2,15 Mio.      |
| 4   | —               | Episode 4     | 11. Aug. 2009       | —                                     | Diarmuid Lawrence | Peter Bowker & Franny Moyle | 1,92 Mio.      |
| 5   | —               | Episode 5     | 18. Aug. 2009       | —                                     | Diarmuid Lawrence | Peter Bowker & Franny Moyle | 1,96 Mio.      |
| 6   | —               | Episode 6     | 25. Aug. 2009       | —                                     | Diarmuid Lawrence | Peter Bowker & Franny Moyle | 1,76 Mio.      |

## DVD-Veröffentlichung
Die komplette Serie erschien im Vereinigten Königreich am 21. September 2009 auf DVD, ehe sie am 21. Juli 2010 in Nordamerika erschien.

## Auszeichnungen und Nominierungen
Royal Television Society:
- 2009: Nominiert für Best Music, Original Titles (Daniel Pemberton)

BAFTA Awards:
- 2010: Nominiert für Best Costume Design (James Keast)
- 2010: Nominiert für Best Photography and Lighting (Fiction/Entertainment) (Alan Almond)[5]